# Tentation
|  | Denne artikel er oprettet af botten PalnaBot ud fra en ekstern database. Den kan derfor have sproglige fejl eller mangler. Denne skabelon kan fjernes efter kontrol af indholdet. |

Tentation er en film instrueret af Bettina Fürstenberg.

## Handling
En soap opera i 8 dele a' et minut med et telt som hovedperson.